# Ozero Chvojnja
Ozero Chvojnja (ryska: Озеро Хвойня) är en sjö i Belarus.   Den ligger i voblasten Minsks voblast, i den centrala delen av landet, 120 km söder om huvudstaden Minsk. Ozero Chvojnja ligger 152 meter över havet.
Omgivningarna runt Ozero Chvojnja är en mosaik av jordbruksmark och naturlig växtlighet. Runt Ozero Chvojnja är det ganska tätbefolkat, med 58 invånare per kvadratkilometer.